# Lea Ruckpaul

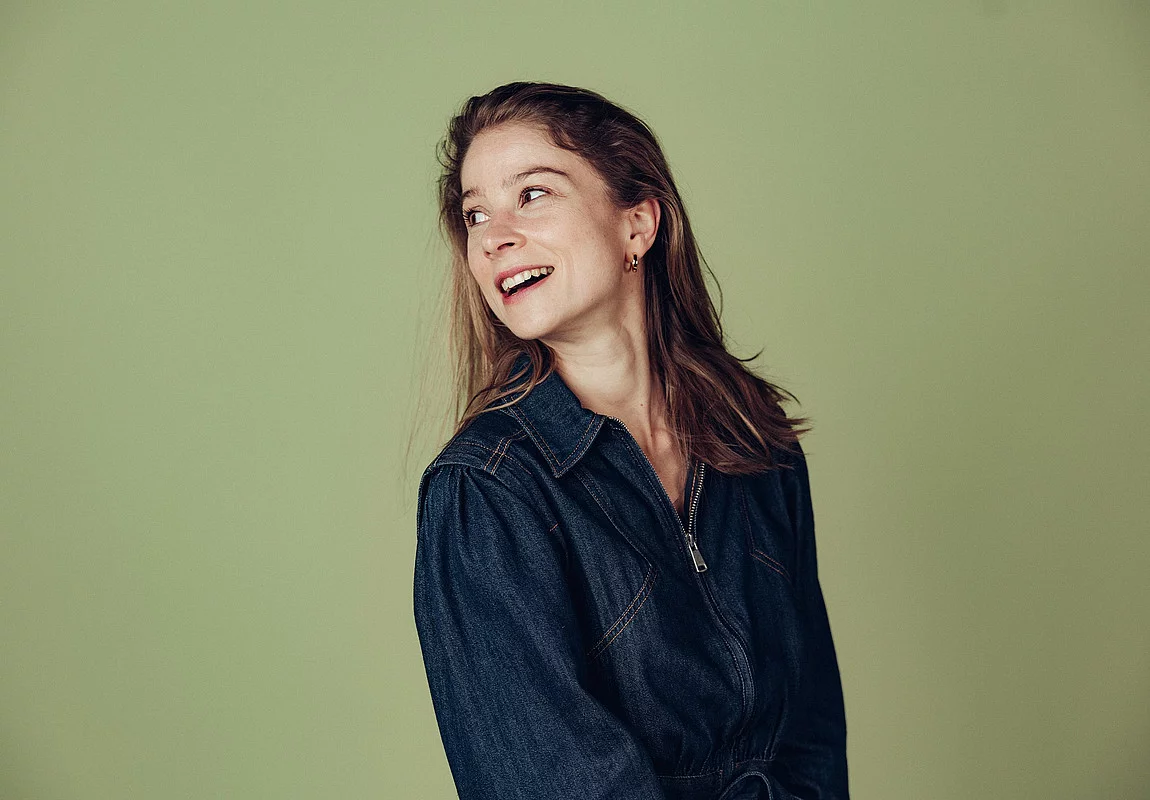
Lea Ruckpaul (2025). Foto: Joel Heyd

Lea Ruckpaul (* 1987 in Ost-Berlin) ist eine deutsche Schauspielerin und Autorin.

## Leben
Zwei Jahre nach ihrer Geburt flohen Ruckpauls Eltern 1989 über Ungarn nach Hamburg. Noch während ihrer Schulzeit absolvierte Ruckpaul eine klassische Tanzausbildung (Ballett, Flamenco, Tango). Daneben stand sie mit dem Schultheater auf verschiedenen Bühnen, so als Elaine Harper in Arsen und Spitzenhäubchen, im Workshop-Stück Lola rennt am Berliner Thalia-Theater und im Stück Schusschor am Kleinen Theater am Berliner Südwestkorso.
Nach dem Abitur plante Ruckpaul eine Berufslaufbahn als Tänzerin. Sie bewarb sich auch für ein Regiestudium, fiel jedoch bei der Aufnahmeprüfung durch. Nach verschiedenen Regieassistenzen und Hospitanzen am Theater Regensburg, am Deutschen Theater und an der Schaubühne am Lehniner Platz wechselte sie ins Schauspielfach. Hierfür studierte sie von 2009 bis 2013 Schauspiel an der Hochschule für Musik und Theater „Felix Mendelssohn Bartholdy“ Leipzig. Bereits ab 2011 war sie Mitglied des Schauspielstudios am Staatsschauspiel Dresden. Von 2013 bis 2016 gehörte sie dort zum festen Ensemble. Ab 2016 war sie zwei Jahre Mitglied im Ensemble des Schauspiels Stuttgart. Zur Spielzeit 2018/19 wechselte sie ins Ensemble des Düsseldorfer Schauspielhauses. Das von ihr geschriebene Stück My Private Jesus wurde in der Spielzeit 2022/23 dort uraufgeführt. Seit der Spielzeit 2023/24 ist sie festes Ensemblemitglied des Residenztheaters München. 2025 erhielt sie dort den renommierten Kurt-Meisel-Preis der Freunde des Residenztheaters e.V. für herausragende künstlerische Leistung.
Neben ihrer Tätigkeit am Theater trat Ruckpaul auch in verschiedenen Rollen im Fernsehen auf. 2014 war sie als Kommissarin für einen in Chemnitz spielenden Tatort im Gespräch.
Ruckpaul spielt Cello. Neben Theaterstücken schreibt sie auch Gedichte und Essays. 2024 erschien ihr erster Roman Bye Bye Lolita. Hierin setzt sie sich kritisch mit Vladimir Nabokovs Lolita auseinander, indem sie Lolita zwei Jahrzehnte nach dessen Handlung berichten lässt.
Ruckpaul lebt in München.

## Theater (Auswahl)

### Staatsschauspiel Dresden
- 2012: Nichts – Was im Leben wichtig ist (als Schülerin der Klasse 7 A). Von Andreas Erdmann nach dem Jugendroman von Janne Teller. Inszenierung: Tilmann Köhler
- 2012: Tschick (als Isa). Von Robert Koall nach dem Roman von Wolfgang Herrndorf. Inszenierung: Jan Gehler
- 2012: Liliom (als Luise). Von Franz Molnar in einer Bearbeitung von Alfred Polgar. Inszenierung: Julia Hölscher
- 2012: Hamlet (als Ophelia, Tochter von Polonius). Von William Shakespeare. Inszenierung: Roger Vontobel
- 2013: Emilia Galotti (als Emilia Galotti). Von Gotthold Ephraim Lessing. Inszenierung: Sandra Strunz
- 2013: Der geteilte Himmel (als Das Mädchen Rita Seidel). Von Felicitas Zürcher und Tilman Köhler unter Mitarbeit des Ensembles nach dem Roman von Christa Wolf. Inszenierung: Tilmann Köhler
- 2013: Der Diener zweier Herren (als Smeraldina). Von Carlo Goldoni. Inszenierung: Bettina Bruinier
- 2013: Fabian. Die Geschichte eines Moralisten (als Cornelia Battenberg / Eva). Von Felicitas Zürcher und Julia Hölscher nach dem Roman von Erich Kästner. Inszenierung: Julia Höscher
- 2014: Antigone (als Antigone / Führer des Teiresias). Von Sophokles. Inszenierung: Sebastian Baumgarten
- 2014: Drei Schwestern (als Irina). Von Anton Pawlowitsch Tschechow. Inszenierung: Tilmann Köhler
- 2014: Mein deutsches deutsches Land (als Sarah / Journalistin / Psychologin / Polizistin). Von Thomas Freyer.Inszenierung: Tilmann Köhler
- 2015: Graf Öderland / Wir sind das Volk (als Hilde / Inge / Coco), Von Volker Lösch, Robert Koall und Stefan Schnabel nach Max Frisch mit Texten von Dresdnerinnen und Dresdnern. Inszenierung: Volker Lösch
- 2015: Rabenliebe (Ensemble). Nach dem Roman von Peter Wawerzinek. Inszenierung: Simon Solberg
- 2016: Unterwerfung (als Myriam / Marie-Françoise / Godefroy Lempereur). Nach dem Roman von Michel Houellebecq. Inszenierung: Malte C. Lachmann

### Schauspiel Stuttgart
- 2016: Der Scheiterhaufen (als Emma). Nach dem Roman von György Dragomán. Inszenierung: Armin Petras (Koproduktion mit dem Vigszinhaz Theater Budapest/Ungarn, dem Nationaltheater Radu Stanca Sibiu/Rumänien und dem Staatsschauspiel Dresden)[16][17][18][19]
- 2016: Kabale und Liebe (als Luise Miller / Lady Milford). Von Friedrich Schiller. Inszenierung: Wolfgang Michalek
- 2016: Bilder deiner großen Liebe (als Isa). Von Robert Koall nach dem Roman von Wolfgang Herrndorf. Inszenierung: Jan Gehler
- 2017: Arsen und Spitzenhäubchen (als Elaine). Von Joseph Kesselring. Inszenierung: Jan Bosse
- 2017: Faust I (als Gott und Gretchen). Von Johann Wolfgang von Goethe mit Texten aus Faust In and out von Elfriede Jelinek. Inszenierung: Stephan Kimmig
- 2018: 1984 (als Julia). Nach George Orwell. Inszenierung: Armin Petras (in Kooperation mit dem Düsseldorfer Schauspielhaus)
- 2018: König Lear (als Cordelia/Narr). Von William Shakespeare. Inszenierung: Claus Peymann

### Düsseldorfer Schauspielhaus
- 2017: Die Dreigroschenoper (als Straßenbanditin). Von Bertolt Brecht. Inszenierung: Andreas Kriegenburg
- 2018: Don Karlos (als Elisabeth). Von Friedrich Schiller. Inszenierung: Alexander Eisenach
- 2018: 1984 (als Julia). Nach George Orwell. Inszenierung: Armin Petras (in Kooperation mit dem Schauspiel Stuttgart)
- 2019: Bilder deiner großen Liebe (als Isa). Von Wolfgang Herrndorf. Inszenierung: Jan Gehler
- 2019: Linda (als Alice). Von Penelope Skinner. Inszenierung: Marius von Mayenburg
- 2019: Ein Blick von der Brücke (als Alfieri). Von Arthur Miller. Inszenierung: Armin Petras
- 2020: Das Leben des Galilei (als Galileis Gehilfe). Von Bertolt Brecht. Inszenierung: Lars-Ole Walburg
- 2020: Fanny und Alexander (als Alexander, 10 Jahre). Nach dem Film von Ingmar Bergman. Inszenierung: Stephan Kimmig
- 2020: Ein Traumspiel (als Agnes, Tochter des indischen Götterkönigs Indra). Von August Strindberg. Inszenierung: Andreas Kriegenburg
- 2021: Bungalow (als Charlie). Nach Helene Hegemann. Inszenierung: Simon Solberg
- 2021: Minna von Barnhelm (als Franciska, Minnas Mädchen). Von Gotthold Ephraim Lessing. Inszenierung: Andreas Kriegenburg
- 2021: Kleiner Mann – was nun? (als Emma Mörschel). Nach Hans Fallada. Inszenierung: Tilmann Köhler
- 2021: Die Nibelungen - Kriemhilds Rache (als Kriemhild). Von Friedrich Hebbel – mit einem Nachspiel von Lea Ruckpaul. Inszenierung: Stephan Kimmig
- 2022: Mutter Courage und ihre Kinder (als Kattrin, die stumme Tochter von Mutter Courage). Nach Bertolt Brecht. Inszenierung:Sebastian Baumgarten[20][21][22]
- 2022: Rückkehr zu den Sternen – Weltraumoper (als William T. Ortiz, First Officer). Von Bonn Park. Inszenierung: Bonn Park[23][24][25][26][27][28]
- 2023: Johann Holtrop – Abriss der Gesellschaft (als Berag-Assistentin / Leffers / Berthold Assperg / Dr. Hayel). Nach dem Roman von Rainald Goetz – in einer Fassung von Stefan Bachmann und Lea Goebel. Inszenierung: Stefan Bachmann (Koproduktion mit dem Schauspiel Köln)[29][30][31]

### Salzburger Festspiele
- 2021: Das Bergwerk zu Falun (als Anna / Der Knabe Agmahd). Von Hugo von Hofmannsthal. Inszenierung: Jossi Wieler[32][33][34]

### Schauspiel Frankfurt
- 2022: Die schmutzigen Hände (als Jessica). Von Jean-Paul Sartre. Inszenierung: Lilja Rupprecht[35][36][37]

### Residenztheater München
- 2023: Jetzt oder Nie – Ein Liederabend von Florian Paul und Max Rothbart[38]
- 2023: Peer Gynt (als Knopfgießer + Ingrid, Tochter des Bauern von Haeggstad). Nach Henrik Ibsen. Inszenierung: Sebastian Baumgarten[39]
- 2023: Resi liest: „Die Schneekönigin“ von Hans Christian Andersen
- 2024: Prima Facie (als Tessa Ensler – Soloabend). Nach Suzie Miller. Inszenierung: Nora Schlocker[40][41][42][43]
- 2024: #5 Wie spielst du das, Lea Ruckpaul? - Im Gespräch: Andreas Beck und Lea Ruckpaul
- 2024: Was ist Wahrheit? – Lesemarathon – Weltbühne 2024 – Festival für Internationale Gegenwartsdramatik
- 2024: Ein Sommernachtstraum (als Titania / Heidrun Hippolyta Klein). Nach William Shakespeare. Inszenierung: Stephan Kimmig[44][45][46][47][48]
- 2024: Sommernacht. Alpen. Traum – Shakespeare für Kinder. Inszenierung Demjan Duran
- 2025: Welt/Bühne Salon Nr. 6. Mit der Autorin Carla Zuñiga Morales (Chile)[49]
- 2025: Romeo und Julia (als Julia Capulet). Von William Shakespeare. Inszenierung: Elsa-Sophie Jach[50]
- 2025. Der zerbrochne Krug (als Eve, Marthe Rulls Tochter). Von Heinrich von Kleist. Inszenierung: Mateja Koležnik[51]

## Filmografie
- 2009: Kommissar LaBréa: Todesträume am Montparnasse (TV-Miniserie). Rolle: Marielou. Regie: Dennis Satin
- 2012: Der Turm (TV-Film). Rolle: Verena. Regie: Christian Schwochow
- 2011: In aller Freundschaft (TV-Serie) – 1 Folge
- 2013: Polizeiruf 110: Der verlorene Sohn (TV-Film). Regie: Friedemann Fromm
- 2013: Tatort: Todesbilder (TV-Film). Regie: Miguel Alexandre
- 2014: Dina Foxx – Tödlicher Kontakt (TV-Film). Regie: Max Zeitler[52]
- 2015: Notruf Hafenkante (TV-Serie – Folge: Die unüblichen Verdächtigen). Regie: Samira Radsi
- 2016: Keine Ehe ohne Pause (TV-Film). Regie: Patrick Winczewski
- 2017: Die Hochzeitsverplaner (TV-Film). Regie: Christina Adler
- 2017: Der Kriminalist (TV-Serie – Folge: Schattenmädchen). Regie: Theresa von Eltz
- 2025: Hubert ohne Staller (TV-Serie)

## Audio
- 2025: Karambolage (Hörspiel). Regie: Ulrich Lampen (für Bayerischer Rundfunk)

## Literarisches Werk
- Bye Bye Lolita, Verlag Voland & Quist, Berlin 2024, ISBN 978-3-86391-422-6.[53][54][55][56]

## Auszeichnungen
- 2012: Max-Reinhardt-Preis als Teil des Ensembles von Nichts – Was im Leben wichtig ist am Staatsschauspiel Dresden[57]
- 2012: Günther-Rühle-Preis als Teil des Ensembles von Tschick am Staatsschauspiel Dresden
- 2025: Kurt-Meisel-Preis der Freunde des Residenztheaters e.V. für herausragende künstlerische Leistung[58]